# Milwaukee Bucks 1974-1975
La stagione 1974-75 dei Milwaukee Bucks fu la 7ª nella NBA per la franchigia.
I Milwaukee Bucks arrivarono quarti nella Midwest Division della Western Conference con un record di 38-44, non qualificandosi per i play-off.
-

## Roster
| N° | Naz.                   | Ruolo | Sportivo            | Anno | Alt. | Peso |
| -- | ---------------------- | ----- | ------------------- | ---- | ---- | ---- |
|    | Stati Uniti (bandiera) | GA    | Jon McGlocklin      | 1943 | 196  | 93   |
| 7  | Stati Uniti (bandiera) | A     | Terry Driscoll      | 1947 | 201  | 98   |
| 10 | Stati Uniti (bandiera) | GA    | Bob Dandridge       | 1947 | 198  | 88   |
| 11 | Stati Uniti (bandiera) | AC    | Steve Kuberski      | 1947 | 203  | 98   |
| 12 | Stati Uniti (bandiera) | G     | Ron Williams        | 1944 | 191  | 85   |
| 15 | Stati Uniti (bandiera) | G     | Jim Price           | 1949 | 191  | 88   |
| 18 | Stati Uniti (bandiera) | AC    | Kevin Restani       | 1951 | 206  | 102  |
| 19 | Stati Uniti (bandiera) | C     | Dick Cunningham     | 1946 | 208  | 111  |
| 20 | Stati Uniti (bandiera) | A     | Mickey Davis        | 1950 | 201  | 88   |
| 21 | Stati Uniti (bandiera) | AC    | Bob Rule            | 1944 | 206  | 100  |
| 21 | Stati Uniti (bandiera) | C     | Walt Wesley         | 1945 | 211  | 100  |
| 24 | Stati Uniti (bandiera) | G     | George Thompson     | 1947 | 188  | 91   |
| 25 | Stati Uniti (bandiera) | G     | Gary Brokaw         | 1954 | 193  | 81   |
| 33 | Stati Uniti (bandiera) | C     | Kareem Abdul-Jabbar | 1947 | 218  | 102  |
| 35 | Stati Uniti (bandiera) | AC    | Cornell Warner      | 1948 | 206  | 100  |
| 42 | Stati Uniti (bandiera) | G     | Lucius Allen        | 1947 | 188  | 79   |

## Staff tecnico
- Allenatore: Larry Costello
- Vice-allenatore: Jack McKinney